# Nemesio Juárez
Nemesio Juárez (Argentina, 1942) es un cineasta, director de cine y guionista argentino, dedicado principalmente al cine documental militante, integrante del grupo «Realizadores de Mayo», y uno de los fundadores del Grupo de Cine Liberación. Conocido por películas como Los que trabajan (1964) -considerada la primera película política de Argentina-, Argentina, mayo de 1969: los caminos de la liberación (1969), Historias de amor, de locura y de muerte (1994) y La revolución es un sueño eterno (2010), entre otras.

## Biografía
Nemesio Juárez nació en 1942 en Florida (Vicente López), en el conurbano bonaerense.  Siendo niño el padre compró un proyector de cine usado y varias películas de cortometrajes en un remate, que lo aficionó a él y a su hermano Quique, hasta que un día el padre lo vendió. «A mí me quedó un agujero en el alma. Te digo más, a veces pienso que hacer cine es para mí como un intento de completar metafóricamente aquel vacío dejado por el proyector y sus películas. Una búsqueda que restituya aquella situación placentera de la niñez».
Siendo adolescente, en la segunda mitad de la década de 1950, hizo teatro suburbano y se vinculó a otros directores jóvenes en lo que se conoce como «la época de oro del cortometraje argentino», impulsado por una política estatal de subsidios y créditos, y una considerable salida comercial que permitía cubrir los costos. Ingresó a un taller de cine donde estudió teoría y técnica, principalmente siguiendo los publicado por los rusos Serguéi Eisenstein y Vsévolod Pudovkin.
En 1964 dirigió su primera película, un cortometraje titulado Los que trabajan, considerada la primera película explícitamente política de Argentina. En 1966 realizó Informe de la CGT de los
argentinos, primera experiencia de cine sindical, cuyas copias se han perdido.
Formó el Grupo de Cine Liberación con Fernando Solanas, Octavio Getino, Gerardo Vallejo y su hermano Enrique José Suárez (Quique). Junto a ellos escribió el Manifiesto Hacia un Tercer Cine, publicado en la Revista Tricontinental en octubre de 1969, considerado la «contribución teórica al cine de América Latina más difundida a nivel mundial». Juárez y sus compañeros proponen crear una cinematografía latinoamericana al servicio de la liberación de los pueblos, como respuesta al cine Hollywood y al europeo.
En 1969 dirigió El ejército y participó como director de uno de los segmentos de la obra colectiva Argentina, Mayo de 1969: Los caminos de la liberación, documental sobre el Cordobazo, realizada por el Grupo Realizadores de Mayo. También en 1969 filmó el corto antropológico-social Muerte y pueblo, realizado en la provincia de Santiago del Estero, sobre los trabajadores golondrina migrantes.
En 1973 hizo el cortometraje documental Cine testimonio de la autogestión Nro. 1, sobre la experiencia de autogestión en la empresa estatal de electricidad Segba, donde su hermano Quique, militante de Montoneros y fundador de la Juventud Trabajadora Peronista, era delegado sindical. En 1976, durante la dictadura autodenominada Proceso de Reorganización Nacional, fue secuestrado y asesinado su hermano Quique. La dictadura paralizó completamente la cinematografía militante, además de llevar al exilio a sus compañeros del Grupo Cine Liberación como Osvaldo Gettino, César Vallejo y Pino Solanas.
En 1994 filma Historias de amor, de locura y de muerte, estrenada en 1996, basada en los últimos tiempos de la vida del escritor Horacio Quiroga. Fue docente en la Escuela de Cine de la Universidad Nacional de La Plata. 
Destaca que la crisis del 2001 y la protesta masiva llevó al surgimiento de grupos de documentalistas que tuvieron la misma mirada que los documentalistas de 1969, dando «testimonio de la realidad volcánica que sacudía a todo el país».
En 2003 filmó Gatillo fácil, un unitario de una hora para la serie televisiva Ensayo, una adaptación libre del cuento «El desvío» de Guillermo Saccomanno, con guion de Licha Paulucci y actuaciones de Lito Cruz, Boy Olmi, Mario Paolucci y Silvia Dotta.
En 2010 se estrenó su película La Revolución es un sueño eterno sobre la vida y la actividad política del líder independentista Juan José Castelli, sobre un guion propio y con actuaciones de Lito Cruz, Luis Machín, Juan Palomino, Ingrid Pelicori, Adrián Navarro, Antonio Ugo, Osqui Guzmán, Edward Nutkiewicz, Hugo Álvarez, Carlos Kaspar y Mónica Galán.
Con respecto al cine de los últimos años Nemesio Juárez cuestiona el monopolio alcanzado por empresas multinacionales de exhibición.

Yo creo que hay una decisión fundamental en el plantar la cámara frente al país real. Y ese aprehender la realidad, ese registro, e intentar darle una forma comunicativa posteriormente, significaba un aprendizaje de la realidad para el propio cineasta. Y a veces también consistía en un cambio consciente de signo respecto de las imágenes obtenidas, por ejemplo, en el Cordobazo las imágenes que se veían por televisión. En ese quehacer cinéfilo, las hacíamos nuestras y les cambiábamos el punto de vista original, otorgándoles otro significado a esas imágenes. Esto configura una praxis, no se trata de alguien que, supuestamente, tiene todo claro y va y rescata lo que le interesa y construye con eso un discurso político. Este discurso, en cambio, termina configurándose por un enriquecimiento y una dialéctica con la propia realidad del que trabaja las imágenes, de quien está intentando darle forma y comunicar esa situación... la irrupción y el registro de la realidad tal cual como es y hasta sin elaboración, en circunstancias en que esa realidad está oculta y mitificada, puede ser considerado un hecho revolucionario... Con el cine documental militante hay, además, una cuestión ética que es fundamental: el héroe cinematográfico en el prototipo de cine de Hollywood es individual y es el galán; en el cine social, revolucionario y de liberación el héroe cinematográfico es el hombre común representativo de una comunidad.
Nemesio Juárez

## Obra

### Dirección
- La revolución es un sueño eterno, 2010
- Gatillo fácil, 2003
- Historias de amor, de locura y de muerte, 1994
- Cine testimonio de la autogestión Nro. 1, cortometraje, 1973
- Argentina, mayo de 1969: los caminos de la liberación, 1969 (con otros autores)
- El ejército, cortometraje, 1969
- Muerte y pueblo, cortometraje, 1969
- Informe de la CGT de los argentinos, 1966
- Los que trabajan, cortometraje, 1964

### Guionista
- La revolución es un sueño eterno, 2010
- Cine testimonio de la autogestión Nro. 1, cortometraje, 1973
- Argentina, mayo de 1969: los caminos de la liberación, 1969 (con otros autores)
- El ejército, cortometraje, 1969
- Los que trabajan, cortometraje, 1964

### Producción
- Muertes indebidas, 2005
- Apuntes del natural, mediometraje, 2004
- Argentina, mayo de 1969: los caminos de la liberación, 1969
- El ejército, cortometraje, 1969
- Muerte y pueblo, cortometraje, 1969
- Los que trabajan, cortometraje, 1964

### Producción ejecutiva
Dar de nuevo, 2003

### Fotografía
- Cine testimonio de la autogestión Nro. 1, cortometraje, 1973
- Argentina, mayo de 1969: los caminos de la liberación, 1969

### Dirección de arte
- Historias de amor, de locura y de muerte, 1994

### Montaje
- Argentina, mayo de 1969: los caminos de la liberación, 1969 (con otros autores)
- El ejército, cortometraje, 1969
- Muerte y pueblo, cortometraje, 1969
- Los que trabajan, cortometraje, 1964